# Magnetic Springs
Magnetic Springs é uma vila localizada no estado norte-americano de Ohio, no Condado de Union.

## Demografia
Segundo o censo norte-americano de 2000, a sua população era de 323 habitantes.
Em 2006, foi estimada uma população de 310, um decréscimo de 13 (-4.0%).

## Geografia
De acordo com o United States Census Bureau tem uma área de
0,6 km², dos quais 0,6 km² cobertos por terra e 0,0 km² cobertos por água. Magnetic Springs localiza-se a aproximadamente 299 m acima do nível do mar.

## Localidades na vizinhança
O diagrama seguinte representa as localidades num raio de 20 km ao redor de Magnetic Springs.